# 摔角狂熱36
摔角狂熱36（英語：WrestleMania 36）是第36屆摔角狂熱職業摔角按次付費電視節目和世界摔角娛樂電視網賽事，由WWE為其Raw、SmackDown和NXT品牌部門製作，這是首次推廣NXT品牌的摔角狂熱。該賽事於2020年3月25日至26日錄製，並於4月4日至5日以按次付費電視和WWE網路服務播出。
摔角狂熱36原定於2020年4月5日在坦帕的雷蒙詹姆斯體育場舉行，並進行直播，但由於2019冠狀病毒病疫情的影響，比賽地點移至WWE表演中心進行。WWE宣布比賽在奧蘭多的WWE表演中心及其他未公佈地點的地方來進行，每場比賽都不會有觀眾，並且這是首屆在兩晚播出的摔角狂熱。

## 製作

### 背景
摔角狂熱被認為是WWE的旗艦級賽事，始於1985年，是歷史上歷時最長的職業摔角賽事，每年於3月中旬至4月中旬舉行。 這是WWE最初的四個按次付費電視節目中的第一個，其中包括皇家大戰、夏日衝擊和強者生存，被稱為“四大賽”。摔角狂熱被《福布斯》評為全球第六大最有價值的體育品牌， 並被譽為體育娛樂界的超級盃。

### 劇情
本屆摔角狂熱中的比賽涉及到摔角手們賽前的爭執、情節和劇情線劇本。摔角手將被描繪成正反兩派，根據一系列比賽建立摔角比賽或系列比賽的緊張或高潮局面。比賽結果由WWE的編劇針對Raw、SmackDown和NXT品牌預先確定， 而故事情節則由WWE的每週電視節目，Monday Night Raw、Friday Night SmackDown和NXT製作。

#### 世界冠軍賽
在1月26日的皇家大戰上， 祖魯·麥金泰爾贏得了男子皇家大戰的勝利，獲得了在摔角狂熱挑戰世界冠軍的機會， 第二天晚上，麥金泰爾在Raw上宣布，他將在摔角狂熱中挑戰布洛克·雷斯納的WWE冠軍頭銜。
在2月27日的超級對決中，贏得SmackDown的環球冠軍之後，WWE名人堂成員戈柏出現在第二天晚上的SmackDown中，並公開詢問「誰是下一個？」隨後羅曼·瑞恩斯打斷了戈柏的談話，凝視著戈柏，接受了挑戰，之後這場比賽預定在摔角狂熱上進行。然而，在3月26日根據瑞安·薩丁的報導，瑞恩斯因COVID-19的風險增加而要求退出比賽，因為他先前罹患白血病而處於免疫缺陷狀態。瑞恩斯本人確認了該報導，並表示WWE接受了該請求。 Triple H在3月29日的ESPN世界體育中心採訪中也證實了該報導。 五天後，在4月3日的SmackDown中，宣布布勞恩·史卓曼將在摔角狂熱比賽中取代瑞恩斯。
在1月26日的皇家大戰上，夏洛特·福萊爾贏得了女子皇家大戰，獲得了在摔角狂熱挑戰女子冠軍的機會。 福萊爾花了數週的時間評論自己在摔角狂熱上的冠軍對手，導致與NXT女子冠軍崔·李普利在Raw和NXT上發生爭執。 在2月16日舉行的NXT TakeOver：波特蘭比賽中，李普利在對上比安卡·貝萊爾的比賽中獲勝，福萊爾隨後從後面攻擊李普利，並接受了李普利的挑戰，要在摔角狂熱上挑戰NXT女子冠軍頭銜，這是皇家大戰贏家首次選擇挑戰NXT冠軍，也是摔角狂熱史上第一場的NXT冠軍賽。
在女子皇家大戰上，最後一位被淘汰的沙伊納·巴斯勒， 獲得了在行刑室鐵籠戰上參與女子行刑室鐵籠戰的機會，獲勝者將在摔角狂熱上挑戰貝基·林奇的WWE Raw女子冠軍，在3月8日的比賽中，巴斯勒淘汰了所有選手，獲得了挑戰林奇的機會。

## 賽況

### 第一部分
| 角色：          | 名稱：                               |
| --------------- | ------------------------------------ |
| 主持人          | 羅布·格隆考夫斯基                    |
| 主持人          | 魔力羅力                             |
| 英語評論員      | 麥可·柯爾 （SmackDown）              |
| 英語評論員      | 約翰•布拉德肖•萊菲爾德 （SmackDown） |
| 英語評論員      | 湯姆·菲利普斯 （Raw）                |
| 英語評論員      | 拜倫·薩克斯頓 （Raw）                |
| 西班牙語評論員  | 卡洛斯·卡布雷拉                      |
| 西班牙語評論員  | 馬些路·羅德里奎                      |
| 擂台司儀        | 格雷格·漢密爾頓（Greg Hamilton） （SmackDown）    |
| 擂台司儀        | 邁克·羅梅 （Raw）                    |
| 裁判 (職業摔角) | 達尼洛·安菲比奧（Danilo Anfibio）                  |
| 裁判 (職業摔角) | 肯納迪·布林克                        |
| 裁判 (職業摔角) | 約翰·寇恩                            |
| 裁判 (職業摔角) | 艾迪·奧倫戈（Eddie Orengo）                      |
| 裁判 (職業摔角) | 查理斯·魯賓森                        |
| 裁判 (職業摔角) | 德雷克·楊格                          |
| 裁判 (職業摔角) | 羅德·扎帕塔                          |
| 採訪員          | 查理·卡魯索（ ）                     |
| 採訪員          | 凱拉·布拉克斯頓（Kayla Braxton）                  |
| 暖場秀小組人員  | 蔻利·格瑞福斯                        |
| 暖場秀小組人員  | 彼得·羅森堡                          |
| 暖場秀特派員    | 蕾妮·楊                              |
| 暖場秀特派員    | 布克·T                               |
| 暖場秀特派員    | 馬克·亨利                            |

#### 暖場秀
在摔角狂熱36第一部分的暖場秀中，是由德魯·古拉克面對希薩羅。最終希薩羅對古拉克使出了，然後壓制贏得了這場比賽。

#### 預賽
在第一部分的實際按次付費電視一開始，是由主持人羅布·格隆考夫斯基來宣傳摔角狂熱。隨後魔力羅力加入格隆考夫斯基繼續大肆宣傳。
第一場比賽是由WWE女子雙打冠軍歌舞伎武士（The Kabuki Warriors）（華名和寶城海裡）來面對阿歷薩·布利斯和妮基·克羅斯。最終，克羅斯對寶城使出，隨後布利斯使出了贏得了比賽，並成為首個拿過兩次該頭銜的雙打團隊。
接下來是由埃利亞斯面對巴隆·柯賓。 最後，當柯賓試圖用腳靠在繩端上壓制埃利亞斯時，裁判注意到了這一點，使壓制無效。然後，埃利亞斯對柯賓進行翻滾（roll-up）壓制贏得比賽。
在那之後，是由WWE Raw女子冠軍貝基·林奇對決沙伊納·巴斯勒。在最後時刻，當巴斯勒對林奇使用時，林奇進行了翻滾壓制成功捍衛了冠軍頭銜。
第四場比賽是由WWE洲際冠軍薩米·賽恩（由希薩羅和中邑真輔陪同）對決丹尼爾·布萊恩（由德魯·古拉克陪同）。在比賽的前半段，賽恩拒絕面對布萊恩，並不斷地離開他。布萊恩嘗試追趕賽恩，但被希薩羅和中邑擋住了。這導致古拉克介入並攻擊了希薩羅和中邑。當賽恩想要取得勝利時，布萊恩將賽恩帶回了擂台，並對他開始攻擊。最後，希薩羅和中邑恢復並襲擊了古拉克。當布萊恩嘗試對賽恩使出翻摔時，賽恩在空中使出了，成功捍衛了頭銜。
接下來是SmackDown雙打冠軍三方威脅鐵梯賽。這場比賽原定為雙打比賽，但由於米茲生病的緣故，所以各團隊分別派出一位選手來比賽，分別是約翰·莫里森、明日組合的科菲·京斯頓及烏索兄弟的吉米·烏索。最後，在梯子上的所有三個競爭者都成功地掌握了金鉤。混戰之後，吉米和京斯頓對莫里森進行了猛烈撞擊，莫里森跌落在繩圈和第二梯子之間的梯子上。當莫里森落下時，他剛好解開了頭銜，因此莫里森成功捍衛了冠軍頭銜。
接下來是凱文·歐文斯面對賽特·羅林斯。比賽由歐文斯獲勝，因為羅林斯用鈴鐺攻擊了他，因此失去資格。歐文斯隨後嘲笑羅林斯，要求再打一場無取消資格賽，而羅林斯接受了。比賽期間，歐文斯用鈴鐺攻擊羅林斯，並從摔角狂熱標誌上使出跳水式肘擊（diving elbow drop）。最後，歐文斯對羅林斯上使出了扣頸斷頭台（Stunner），贏得比賽。
倒數第二場比賽則是由WWE環球冠軍戈柏對決布勞恩·史卓曼。當史卓曼試圖對戈柏使出助跑式威力翻摔（Running Powerslam）時，戈柏反擊並使出了三次長矛衝刺（Spear）。隨後，戈柏對史卓曼使出了第四次長矛衝刺。當戈柏要對史卓曼使出延時式垂直背部強力摔（Jackhammer）時，史卓曼反擊並對戈柏使出了四次助跑式威力翻摔，贏得了比賽，這是史卓曼首次獲得該冠軍頭銜以及他的第一個世界冠軍。

#### 主賽事
在第一部分的主賽事是由送葬者在墳場賽中面對A·J·史泰爾斯，這是在奧蘭多地區一個未公開的墓地和倉庫中進行的活埋比賽。一開始，一台靈車來到了墓地並響著送葬者的出場音樂，然而，棺材裡出現的是史泰爾斯。隨後，送葬者騎著摩托車出場，並響著金属乐队的歌曲“現在我們死了”。比賽進行到一半時，史泰爾斯的O.C. 隊友路克·蓋洛斯和卡爾·安德森出場，試圖協助史泰爾斯，但送葬者將他們擊退。隨後，送葬者與一群德魯伊戰鬥，而這也讓史泰爾斯再次佔了上風。史泰爾斯用鐵鍬攻擊了送葬者，導致送葬者跌入墳墓。當史泰爾斯準備在送葬者身上撒下泥土掩埋他以取得比賽的勝利時，送葬者突然出現在史泰爾斯的身後，開始攻擊他。送葬者和史泰爾斯在整個墓地和倉庫屋頂上進行戰鬥。隨後送葬者把前來幫忙的蓋洛斯從屋頂上扔下，對安德森使出了墓碑落下（Tombstone Piledriver）並從屋頂上將史泰爾斯扔下。然後，送葬者將史泰爾斯扔入墳墓，啟動曳引機，並將所有泥土傾倒在墳墓中贏得了比賽。比賽結束後，當攝影機拍攝到墳墓上時，史泰爾斯的手正從泥土中伸出來，而送葬者隨後騎著摩托車離場，並再次響起金屬製品的歌曲。

### 第二部分
| 角色：          | 名稱：                               |
| --------------- | ------------------------------------ |
| 主持人          | 羅布·格隆考夫斯基                    |
| 主持人          | 泰德斯·歐尼爾                        |
| 英語評論員      | 麥可·柯爾 （SmackDown）              |
| 英語評論員      | 約翰•布拉德肖•萊菲爾德 （SmackDown） |
| 英語評論員      | 湯姆·菲利普斯 （Raw/NXT女子冠軍賽）  |
| 英語評論員      | 拜倫·薩克斯頓 （Raw/NXT女子冠軍賽）  |
| 西班牙語評論員  | 卡洛斯·卡布雷拉                      |
| 西班牙語評論員  | 馬些路·羅德里奎                      |
| 擂台司儀        | 格雷格·漢密爾頓（Greg Hamilton） （SmackDown）    |
| 擂台司儀        | 邁克·羅梅 （Raw）                    |
| 裁判 (職業摔角) | 達尼洛·安菲比奧（Danilo Anfibio）                  |
| 裁判 (職業摔角) | 肖恩·貝內特（Shawn Bennett）                      |
| 裁判 (職業摔角) | 約翰·寇恩                            |
| 裁判 (職業摔角) | 達里克·摩爾（Darrick Moore）                      |
| 裁判 (職業摔角) | 艾迪·奧倫戈（Eddie Orengo）                      |
| 裁判 (職業摔角) | 查理斯·魯賓森                        |
| 裁判 (職業摔角) | 德雷克·楊格                          |
| 採訪員          | 查理·卡魯索（ ）                     |
| 採訪員          | 凱拉·布拉克斯頓（Kayla Braxton）                  |
| 暖場秀小組人員  | 蔻利·格瑞福斯                        |
| 暖場秀小組人員  | 彼得·羅森堡                          |
| 暖場秀特派員    | 蕾妮·楊                              |
| 暖場秀特派員    | 布克·T                               |
| 暖場秀特派員    | 克里斯汀·凱吉                        |

#### 暖場秀
在摔角狂熱36第二部分的暖場秀，是由麗芙·摩根面對娜塔莉雅。最終，摩根對娜塔莉雅使用翻滾壓制，贏得了比賽。

#### 預賽
在第二部分實際上的第一場比賽，是由NXT女子冠軍崔·李普利面對夏洛特·福萊爾。最後福萊爾對李普利使出了雙重四字腿部固定（Figure-Eight Leglock），迫使李普利投降，獲得了NXT女子冠軍頭銜，而這也是福萊爾生涯第二次奪得該頭銜。
接下來是由阿萊斯特·布萊克面對鮑比·萊士利（由拉娜陪同）。最終，當萊士利嘗試對布萊克使出長矛衝刺時，布萊克使出了，贏得了比賽。
之後的比賽是奧蒂斯對多夫·錫格勒（由索尼婭·德維爾陪同）。在最後時刻，當奧蒂斯試圖對錫格勒上使出時，德維爾分散了奧蒂斯的注意力，這使錫格勒從後面向奧蒂斯使出了下陰攻擊（low blow）。然後，德維爾的雙打搭檔曼蒂·蘿絲出場攻擊了德維爾。奧蒂斯隨後對錫格勒使出，贏得了比賽。比賽結束後，奧蒂斯和蘿絲在擂台上親吻。
第四場比賽是由Edge在最後站立者賽中對蘭迪·歐頓。當Edge等待歐頓入場時，偽裝成攝影師的歐頓從後面對Edge使出了RKO。然後，奧頓使出第二次RKO和一台攝影機攻擊了Edge，但Edge站了起來。Edge和歐頓隨後在表演中心健身區進行戰鬥，歐頓在這裡將Edge的手臂放在吊帶中，並開始攻擊他。當歐頓要用重物攻擊Edge時，Edge對他使出了飛身踢（dropkick）。然後兩人又回到了擂台旁區域，在那裡，歐頓將Edge扔到了一個高架平台的路障旁。在整個表演中心戰鬥之後，他們最終在一輛轉播車上進行戰鬥，其中Edge對歐頓使出了長矛衝刺，歐頓對Edge使出了RKO。最後，Edge對歐頓施加了窒息固定（sleeper hold），讓歐頓在椅子上昏倒了。Edge隨後對歐頓使出了。在歐頓無法在十秒內站立後，Edge贏得了比賽。
接下來是由Raw雙打冠軍街頭利潤（安吉洛·道金斯和蒙特茲·福特）對抗安格爾·加爾扎和奥斯丁·特奧瑞（由佐琳納·維加陪同）。在緊要關頭，福特對特奧瑞使出了跳板式蛙式飛身壓（Springboard Frogsplash） ，隨後由道金斯壓制贏得比賽。
之後的比賽是SmackDown女子冠軍貝莉對抗薩莎·班克斯、蕾西·伊凡斯、娜奧米和塔米娜的五人淘汰賽。在所有其他選手都壓在塔米娜身上壓制後，塔米娜成為第一個淘汰的選手。接下來，薩莎·班克斯對娜奧米使出了，淘汰了娜奧米。在伊凡斯擺脫了對貝莉的攻擊之後，貝莉誤擊了班克斯。在貝莉試圖對班克斯道歉之後，貝莉迫使班克斯避開伊凡斯的攻擊，但伊凡斯依然對班克斯使出了，淘汰了班克斯，而貝莉並沒有試圖解救班克斯。最終，當伊凡斯即將對貝莉使出時，班克斯回到擂台，並對伊凡斯使出了。隨後，貝莉對伊凡斯壓制，贏得了比賽並成功捍衛了頭銜。
倒數第二場比賽是約翰·希南和“邪神”布雷·外耶特之間的螢火蟲樂園賽。希南假定他的比賽在擂台上進行，他在表演中心出場。外耶特隨後在螢火蟲樂園中出現，並指出希南在通過樂園的門離開之前實際上要面對的是自己。然後希南被傳送到螢火蟲樂園。希南也走進了門，經歷了一系列夢幻場景的旅程，其中外耶特展示了他察覺到的人格缺陷（例如希南是個惡霸，不必像外耶特那樣為自己的成就而努力），包括希南在SmackDown上的首次亮相（ 外耶特從該集中重新開始了寇特·安格與希南的比賽，希南似乎只能說“無情侵略”（Ruthless Aggression），還有一個“週六夜”主賽事的惡搞（外耶特介紹希南作為他的雙打搭檔“強尼·拉格梅特（Johnny Largemeat）”， 由於反覆舉重而感到疲倦）。在回憶起自己在摔角狂熱XXX上輸給希南的比賽後，外耶特出現在他的外耶特家族中，隨後希南和外耶特突然出現在擂台中，希南從外耶特的掙脫，而外耶特強迫希南（與六年前的比賽一樣） 用椅子對付他。然而，當他這樣做時，外耶特消失了，希南突然被轉移到nWo Monday Nitro，希南扮演“好萊塢”霍克·霍肯，外耶特扮演艾瑞克·比绍夫。在擂台上，希南開始攻擊外耶特。在揍了好幾拳之後，外耶特又消失了，被豬男孩玩偶赫斯基斯所取代。然後邪神從後面對希南使出了和下顎爪（Mantible Claw）贏得比賽，由外耶特的正常自我擔任裁判來讀秒壓制。

#### 主賽事
在第二部分的主賽事是由WWE冠軍布洛克·雷斯納（由保羅·黑門陪同）對決祖魯·麥金泰爾。比賽一開始，麥金泰爾就對雷斯納使出了。之後，雷斯納對麥金泰爾使出了三次德式翻摔（German suplex）及一次F-5（背負式顏面摔），但麥金泰爾僅一秒就掙脫。然後雷斯納又使出了兩次F-5。當雷斯納要使出本場比賽第四次的F-5時，麥金泰爾展開反擊對雷斯納使出了三次，最終贏得了冠軍頭銜。

## 評價
該屆賽事受到了粉絲的積極歡迎，並受到了評論員的綜合評價。儘管大多數人都認為摔角狂熱36的比賽籌備工作不佳，而且沒有現場觀眾，但許多人認為比賽超出了預期，評論員和粉絲都讚揚墳場賽和螢火蟲樂園賽是本屆賽事的最佳比賽，其獨特性和通俗易懂的風格（對於後者，則是其創造力和幽默感）； 大多數評論員還特別提到了SmackDown雙打冠軍賽和歐文斯對羅林斯的比賽。
好萊塢報導指出，墳場賽和螢火蟲樂園賽在WWE節目中使用更多的“電影經驗”來彌補了WWE的閉門錄影，從而為WWE開創了先例。

## 後續
4月下旬，據透露，摔角狂熱的主持人羅布·格隆考夫斯基於NFL復出，在那裡他被交易到了坦帕灣海盜。

### Raw
在隔天晚上的Raw中，麥金泰爾接受了Big Show的挑戰，並擊敗了Big Show，成功衛冕了WWE冠軍。
Raw女子冠軍貝基·林奇稱讚了在摔角狂熱的對手沙伊納·巴斯勒，並說巴斯勒知道可以在哪裡找到她，如果她想再次比賽。第二週，巴斯勒贏得了她的資格賽，獲得了參加公事包大戰中的女子公事包鐵梯賽的資格。

### SmackDown
在接下來的SmackDown中，布雷·外耶特在新科環球冠軍布勞恩·史卓曼的比賽結束後打斷了史卓曼的談話。外耶特提醒史卓曼是他把史卓曼帶進WWE的。由於外耶特在超級對決大賽上輸給了戈柏讓出了頭銜，並表示他想奪回冠軍頭銜，而史卓曼接受了挑戰，這場比賽將在公事包大戰上進行。
在隨後的SmackDown中，塔米娜對SmackDown女子冠軍貝莉發出了挑戰。而貝莉也同意了，只要塔米娜可以擊敗她的朋友薩莎·班克斯就可以挑戰她的冠軍頭銜， 塔米娜隨後在下一周的SmackDown上擊敗了班克斯，獲得了在公事包大戰中挑戰冠軍頭銜的機會。

## 比賽結果

### 第一部分
| 序号                                         | 结果                                                                  | 比赛类型                            | 时长  |
| -------------------------------------------- | --------------------------------------------------------------------- | ----------------------------------- | ----- |
| 1P                                           | 希薩羅 擊敗 德魯·古拉克)                                              | 單打賽                              | 4:25  |
| 2                                            | 阿歷薩·布利斯和妮基·克羅斯 擊敗 歌舞伎武士（The Kabuki Warriors） (華名和寶城海裡) (c)   | WWE女子雙打冠軍雙打賽               | 15:05 |
| 3                                            | 埃利亞斯 擊敗 巴隆·柯賓                                               | 單打賽                              | 9:00  |
| 4                                            | 貝基·林奇 (c) 擊敗 沙伊納·巴斯勒                                      | WWE Raw女子冠軍單打賽               | 8:30  |
| 5                                            | 薩米·賽恩 (c) (與希薩羅和中邑真輔) 擊敗 丹尼爾·布萊恩 (與德魯·古拉克) | WWE洲際冠軍單打賽                   | 9:20  |
| 6                                            | 約翰·莫里森 (c) 擊敗 烏索兄弟 (吉米·烏索) 和 明日組合 (科菲·京斯頓)   | WWE SmackDown雙打冠軍三方威脅鐵梯賽 | 18:30 |
| 7                                            | 凱文·歐文斯 擊敗 賽特·羅林斯                                          | 無取消資格賽                        | 17:20 |
| 8                                            | 布勞恩·史卓曼 擊敗 戈柏 (c)                                           | WWE環球冠軍單打賽                   | 2:10  |
| 9                                            | 送葬者 擊敗 A·J·史泰爾斯                                              | 墳場賽                              | 35:00 |
| - (c) – 冠军持有者 - P – 比赛在暖场秀中 举行 |                                                                       |                                     |       |

### 第二部分
| 序号                                         | 结果                                                                                        | 比赛类型                        | 时长  |
| -------------------------------------------- | ------------------------------------------------------------------------------------------- | ------------------------------- | ----- |
| 1P                                           | 麗芙·摩根 擊敗 娜塔莉雅                                                                     | 單打賽                          | 6:25  |
| 2                                            | 夏洛特·福萊爾 透過屈服擊敗 崔·李普利 (c)                                                    | NXT女子冠軍單打賽               | 20:30 |
| 3                                            | 阿萊斯特·布萊克 擊敗 鮑比·萊士利 (與拉娜)                                                   | 單打賽                          | 7:20  |
| 4                                            | 奧蒂斯 擊敗 多夫·錫格勒 (與索尼婭·德維爾)                                                   | 單打賽                          | 8:15  |
| 5                                            | Edge 擊敗 蘭迪·歐頓                                                                         | 最後站立者賽                    | 36:35 |
| 6                                            | 街頭利潤 (安吉洛·道金斯和蒙特茲·福特) (c) 擊敗 奥斯丁·特奧瑞和安格爾·加爾扎 (與佐琳納·維加) | WWE Raw雙打冠軍雙打賽           | 6:20  |
| 7                                            | 貝莉 (摔角手) (c) 擊敗 蕾西·伊凡斯 、 娜奧米 (摔角手) 、 薩莎·班克斯 和 塔米娜              | WWE SmackDown女子冠軍五人淘汰賽 | 19:20 |
| 8                                            | 「邪神」布雷·外耶特 擊敗 約翰·希南                                                          | 螢火蟲樂園賽（Firefly Fun House Match）                | 13:00 |
| 9                                            | 祖魯·麥金泰爾 擊敗 布洛克·雷斯納 (c) (與 保羅·黑門)                                         | WWE冠軍單打賽                   | 4:35  |
| - (c) – 冠军持有者 - P – 比赛在暖场秀中 举行 |                                                                                             |                                 |       |

### SmackDown女子冠軍五人淘汰賽
| 淘汰順序 | 選手        | 被誰淘汰                                                        | 方式   | 時間   | 參考   |
| -------- | ----------- | --------------------------------------------------------------- | ------ | ------ | ------ |
| 1        | 塔米娜      | 貝莉 (摔角手)、 、 蕾西·伊凡斯、 娜奧米 (摔角手) 及 薩莎·班克斯 | 壓制   | 6:35   | [ 21 ] |
| 2        | 娜奧米      | 薩莎·班克斯                                                     | 屈服   | 10:20  | [ 21 ] |
| 3        | 薩莎·班克斯 | 蕾西·伊凡斯                                                     | 壓制   | 13:25  | [ 21 ] |
| 4        | 蕾西·伊凡斯 | 貝莉                                                            | 壓制   | 19:20  | [ 21 ] |
| 獲勝者   | 貝莉 (c)    | 不適用                                                          | 不適用 | 不適用 | [ 21 ] |

## 備註
1. ↑  由於2019冠狀病毒病疫情，本屆賽事將在沒有現場觀眾的情況下舉行。
2. ↑  有兩場比賽是在擂台之外以非傳統的風格拍攝的。
3. ↑  這場比賽是在麥金泰爾擊敗布洛克·雷斯納贏得冠軍約25分鐘後舉行的，並在隔天晚上的Raw節目播出。[26]
4. ↑  最初，凱文·歐文斯透過取消資格擊敗賽特·羅林斯，但歐文斯重新開始比賽，成為無取消資格賽。

## 外部連結
- 官方网站（英文）